# Wanted Dead or Alive (film, 1987)
Wanted Dead Or Alive är en amerikansk actionfilm som hade premiär 1987. Filmen regisserades av Gary Sherman och har Rutger Hauer och Gene Simmons i huvudrollerna.

## Handling
Filmen, som är inspelad 1986, utspelar sig i Los Angeles på 1980-talet där prisjägaren och före detta polisen och agenten Nick Randall (Rutger Hauer) får uppdraget att få fast en islamistisk terrorist vid namn Malak Al Rahim (Gene Simmons) som nyligen landat i Los Angeles och kort därefter sprängt en biograf.
Jakten på Malak Al Rahim blir lång och problematisk då en av de som är med i uppdraget använder Nick Randall som lockbete, då han har en del otalt med Malak sen många år tillbaka genom olika uppdrag i Mellanöstern, och därmed blir ett effektivt bete. Tanken med detta är att lura in Malak i en fälla. Randall inser detta och ber sin bäste vän, polisassistent Danny Quintz (William Russ) att klä ut sig till honom och ta en tur ut med båten där han bor för att han ska bli av med skuggningen. Kort därefter sprängs dock båten av en av Al Rahims kumpaner som riggat en bomb på båtens undersida och Randall förlorar både sin bäste vän och sin flickvän som även befann sig i båten vid tillfället.
Därefter släpps alla spår på Randall då alla tror att han är död och han kan i lugn och ro med sin kollega Philmore Walker (Robert Guillaume) leta rätt på Malak Al Rahim och hans anhängare och hjälpa FBI och LAPD att stoppa Malak Al Rahims planer på ett framtida jätteattentat som skulle ha krävt tusentals dödsoffer.